# فهرست فرودگاه‌ها بر پایه کد ایکائو: S
فهرست فرودگاه‌ها بر پایه کد فرودگاهی ایکائو: A - B - C - D - E - F - G - H - I - J - K - L - M - N - O - P - Q - R - S - T - U - V - W - X - Y - Z
ببینید: فهرست فرودگاه‌ها بر پایه کد یاتا
نحوهٔ چینش اطلاعات:
- ایکائو؛ (یاتا)؛ نام فرودگاه؛ مکان فرودگاه

## SA -آرژانتین
همچنین رده و فهرست را ببینید.
- SAAC (COC) Concordia Airport کونکوردیا، ایالت انتره ریوز
- SAAG (GHU) فرودگاه گوآله‌گواچو گوالگوایچو، ایالت انتره ریوز
- SAAJ (JNI) Junín Airport خونین، ایالت بوئنوس آیرس
- SAAK (MGI) فرودگاه جزیره مارتین گارکیا Isla Martín García، ایالت بوئنوس آیرس
- SAAP (PRA) فرودگاه ژنرال خوزده خوزه دی اورکیزا پارانا (آرژانتین)، ایالت انتره ریوز
- SAAR (ROS) فرودگاه بین‌المللی رسریو – ایسلس ملوینس روزاریو، سانتا فه، ایالت سانتا فه
- SAAV (SFN) فرودگاه سوک ویجو سانتا فه (آرژانتین)، ایالت سانتا فه
- SABA (BUE) Old codes See SAEZ (EZE) for فرودگاه بین‌المللی مینیسترو پیستارینی بوئنوس آیرس
- SABE (AEP) محله هوایی یورگ نوبری بوئنوس آیرس
- SACA Capitán Omar Darío Gerardi Airport کوردوبا، آرژانتین
- SACC (LCM) La Cumbre Airport La Cumbre، ایالت کوردوبا (آرژانتین)
- SACO (COR) فرودگاه بین‌المللی اینگنیرو ارناوتیکو امبرسیو تاراولا کوردوبا، آرژانتین، ایالت کوردوبا (آرژانتین)
- SACP Chepes Airport Chepes، ایالت لاریوخا، آرژانتین
- SACT Chamical Airport Chamical، ایالت لاریوخا، آرژانتین
- SADD Don Torcuato Aerodrome دون تورکواتو، ایالت بوئنوس آیرس
- SADF (FDO) فرودگاه سن فرناندو (آرژانتین) سان فرناندو (آرژانتین)، ایالت بوئنوس آیرس
- SADL (LPG) فرودگاه لا پلاتا لا پلاتا، ایالت بوئنوس آیرس
- SADM پایگاه هوایی و فرودگاه مورون مورون، ایالت بوئنوس آیرس
- SADO none  Campo de Mayo Aeropuerto (small field)  سان میگوئل northwest of downtown
- SADP (EPA) فرودگاه ال پالومار ال پالومار
- SAEZ (EZE) فرودگاه بین‌المللی مینیسترو پیستارینی (Ezeiza International Airport) اسیسا، ایالت بوئنوس آیرس
- SAHE (CVH) Caviahue Airport Caviahue، ایالت نئوکن
- SAHS (RDS) Rincón de los Sauces Airport Rincón de los Sauces، ایالت نئوکن
- SAHZ (APZ) Zapala Airport ساپالا، ایالت نئوکن
- SAME (MDZ) فرودگاه بین‌المللی گاورنر فرنسیسکو گابریلی (El Plumerillo Int'l) مندوزا (آرژانتین)، ایالت مندوزا
- SAMM (LGS) فرودگاه کومودورو د ریکاردوو سلومون Malargüe، ایالت مندوزا
- SAMR (AFA) فرودگاه سن رافائل (آرژانتین) San Rafael، ایالت مندوزا
- SANC (CTC) فرودگاه بین‌المللی کورونل فلیپ وارلا کاتامارکا، ایالت کاتامارکا
- SANE (SDE) فرودگاه وایس‌کامودورا آنجل سانتیاگو دل استرو، ایالت سانتیاگو دل استرو
- SANH (RHD) Las Termas Airport ترماس ده ریو هوندو، ایالت سانتیاگو دل استرو
- SANL (IRJ) فرودگاه کاپیتان ویسنت الماندوس الموناسید لا ریوخا، آرژانتین، ایالت لاریوخا، آرژانتین
- SANO Chilecito Airport چیلسیتو، ایالت لاریوخا، آرژانتین
- SANT (TUC) فرودگاه بین‌المللی سپهبد بنجامین ماتینزو (Lt. Gen. Benjamín Matienzo) توکومان، ایالت توکومان
- SANU (UAQ) فرودگاه دمینگوو فاستینو اسارمینتو سان خوآن، آرژانتین، ایالت سن خوآن (آرژانتین)
- SANW (CRR) Ceres Airport Ceres، ایالت سانتا فه
- SAOC (RCU) فرودگاه لا هیگوراس ریو کوارتو، ایالت کوردوبا (آرژانتین)
- SAOD (VDR) Villa Dolores Airport Villa Dolores، ایالت کوردوبا (آرژانتین)
- SAOL Laboulaye Airport Laboulaye، ایالت کوردوبا (آرژانتین)
- SAOR (VME) فرودگاه ویلا رینالدز Villa Reynolds، ایالت سان لوئیز
- SAOU (LUQ) فرودگاه بریگادیر مایور سزار رائول اویدا سان لوئیس، ایالت سان لوئیز
- SARC (CNQ) فرودگاه بین‌المللی داکتر فرناندو پیراگین نیویرو کورینتس، ایالت کورینتس
- SARE (RES) فرودگاه بین‌المللی رزیستنسیا رزیستنسیا، ایالت چاکو
- SARF (FMA) فرودگاه بین‌المللی فورموسا فورموزا، ایالت فرموزا
- SARI (IGR) فرودگاه بین‌المللی آبشار ایگواسو (Iguazú Falls) پورتو یواسو، ایالت میسیونز
- SARL (AOL) فرودگاه پاسو دو لوس لیبرس پاسو ده لوس لیبرس، ایالت کورینتس
- SARM (MCS) Monte Caseros Airport Monte Caseros، ایالت کورینتس
- SARP (PSS) فرودگاه ژنرال خوزه د سان مارتین لیبرتادور پوساداس، ایالت میسیونز
- SASA (SLA) فرودگاه بین‌المللی مارتین میگول داگومس (El Aybal Airport) سالتا، ایالت سالتا
- SASJ (JUJ) فرودگاه بین‌المللی گبرنیدر هراسیو گوزمن سان سالوادور ده خوخوئی، ایالت خوخوی
- SASO (ORA) Orán Airport سان رامون ده لا نوئوا اوران، ایالت سالتا
- SAST (TTG) فرودگاه تارتاگال ارتشبد انریکه ماسکنی تارتاگال، ایالت سالتا
- SATC (CLX) Clorinda Airport کلوریندا، ایالت فرموزا
- SATG (OYA) فرودگاه فرانسیسکو گویا گویا، ایالت کورینتس
- SATK (LLS) Alférez Armando Rodríguez Airport Las Lomitas، ایالت فرموزا
- SATM (MDX) Mercedes Airport مرسدس (آرژانتین)، ایالت کورینتس
- SATR (RCQ) فرودگاه رکونکویئیستا رکونکیستا، ایالت سانتا فه
- SATU (UZU) Curuzú Cuatiá Airport کوروسو کواتیا، ایالت کورینتس
- SAVB (EHL) El Bolsón Airport El Bolsón، ایالت ریو نگرو
- SAVC (CRD) فرودگاه بین‌المللی ژنرال انریکو ماسکونی کومودورو ریواداویا، ایالت چوبوت
- SAVD (EMX) El Maitén Airport El Maitén، ایالت چوبوت
- SAVE (EQS) فرودگاه اسکل Esquel، ایالت چوبوت
- SAVH (LHS) Las Heras Airport Las Heras، ایالت سانتا کروس، آرژانتین
- SAVJ (IGB) Ingeniero Jacobacci Airport Ingeniero Jacobacci، ایالت ریو نگرو
- SAVN (OES) فرودگاه آنتوان دوسنت اگزوپری San Antonio Oeste، ایالت ریو نگرو
- SAVR (ARR) Alto Río Senguer Airport التو ریو سگویر، ایالت چوبوت
- SAVS (SGV) Sierra Grande Airport Sierra Grande، ایالت ریو نگرو
- SAVT (REL) فرودگاه المیرانت مارکوس برندزینو زار ترلئو، ایالت چوبوت
- SAVV (VDM) فرودگاه گبرنیدر ادگاردو کاستلو ویدما، ایالت ریو نگرو
- SAVY (PMY) فرودگاه ال تئولچی پورتو مادرین، ایالت چوبوت
- SAWA (ING) فرودگاه دریاچه آرخنتینو دریاچه آرخنتینو، ایالت سانتا کروس، آرژانتین (closed 2006)
- SAWC (FTE) فرودگاه بین‌المللی کامندنتی ارماندو توولا El Calafate، Santa Cruz Province
- SAWD (PUD) فرودگاه پورتو دسیادو Puerto Deseado، ایالت سانتا کروس، آرژانتین
- SAWE (RGA) بین‌المللی فرودگاه هرمیز کویخادا ریو گرانده، تیرا دل فوئگو، ایالت تیرا دل فوئگو
- SAWG (RGL) فرودگاه بین‌المللی پیلوتو سیویل نوربرتو فرناندز ریوگالگوس، ایالت سانتا کروس، آرژانتین
- SAWH (USH) فرودگاه بین‌المللی اوشوآیا – مالویناس آرجنتیناس اوشوآیا، ایالت تیرا دل فوئگو
- SAWJ (ULA) Capitán José Daniel Vazquez Airport San Julián، ایالت سانتا کروس، آرژانتین
- SAWM (ROY) Río Mayo Airport Río Mayo، ایالت چوبوت
- SAWP (PMQ) Perito Moreno Airport Perito Moreno، ایالت سانتا کروس، آرژانتین
- SAWR (GGS) فرودگاه گبرنیدر گریگریس Gobernador Gregores، ایالت سانتا کروس، آرژانتین
- SAWS (JSM) فرودگاه ژنرال خوزه د سان مارتین لیبرتادور José de San Martín، ایالت چوبوت
- SAWT (RYO) El Turbio Airport Río Turbio، ایالت سانتا کروس، آرژانتین
- SAWU (RZA) Santa Cruz Airport Santa Cruz، ایالت سانتا کروس، آرژانتین
- SAZA Azul Airport آسول، ایالت بوئنوس آیرس
- SAZB (BHI) فرودگاه کامندنتی اسپورا باییا بلانکا، ایالت بوئنوس آیرس
- SAZF (OVR) Olavarria Airport اولاواریا، ایالت بوئنوس آیرس
- SAZG (GPO) فرودگاه ژنرال پیکو خنرال پیکو، ایالت لاپامپا
- SAZH (OYO) Tres Arroyos Airport ترس آرویوس، ایالت بوئنوس آیرس
- SAZI فرودگاه سیمون بولیوار Bolívar، ایالت بوئنوس آیرس
- SAZL (SST) فرودگاه سانتا ترسیتا Santa Teresita، ایالت بوئنوس آیرس
- SAZM (MDQ) فرودگاه بین‌المللی آستور پیاتزولا مار دل پلاتا، ایالت بوئنوس آیرس
- SAZN (NQN) فرودگاه بین‌المللی پرزیدانت پرون نئوکن، ایالت نئوکن
- SAZO (NEC) فرودگاه نکوچا نکوچئا، ایالت بوئنوس آیرس
- SAZP (PEH) Comodoro P. Zanni Airport پهواخو، ایالت بوئنوس آیرس
- SAZR (RSA) فرودگاه سانتا رزا (آرژانتین) سانتا روسا، ایالت لاپامپا
- SAZS (BRC) فرودگاه بین‌المللی تنینته لوییس کندلاریا باریلوچه، ایالت ریو نگرو
- SAZT (TDL) فرودگاه تاندیل تاندیل، ایالت بوئنوس آیرس
- SAZV (VLG) فرودگاه ویلا گزل Villa Gesell، ایالت بوئنوس آیرس
- SAZW (CUT) فرودگاه کوترال کو کوترال کو، ایالت نئوکن
- SAZY (CPC) فرودگاه اویادور کارلوس کمپوس (Chapelco Airport) San Martín de los Andes، ایالت نئوکن

## SB SD SI SJ SN SS SW -برزیل
همچنین رده و فهرست را ببینید.

### SB
- SBAA (CDJ) فرودگاه کونسی‌سآاو دو ارگوایا Conceição do Araguaia، پارا
- SBAN (APS) Anápolis Air Base آناپلیس، گوییاس
- SBAQ (AQA) Araraquara Airport Araraquara، ایالت سائوپائولو
- SBAR (AJU) فرودگاه سانتا ماریا (سرژیپه) آراکاخو، سرژیپه
- SBAS (AIF) Assis Airport Assis، ایالت سائوپائولو
- SBAT (AFL) فرودگاه آلتا فلورستا التا فلورستا، ماتو گروسو
- SBAU (ARU) فرودگاه آراستوبا Araçatuba، ایالت سائوپائولو
- SBBE (BEL) فرودگاه بین‌المللی ول د کائس بلم، پارا
- SBBG (BGX) فرودگاه کامندنتی گوستاوو کرامر Bagé، ریو گرانده دو سول
- SBBH (PLU) فرودگاه بلوو هوریزونت/پامپولها – کارلوس درامند داندراد بلو هوریزونته، میناس گرایس
- SBBI (BFH) فرودگاه باکچری کوریتیبا، پارانا، برزیل
- SBBP (BJP) فرودگاه براگانسا پائولیستا Bragança Paulista، ایالت سائوپائولو
- SBBQ (QAK) Barbacena Airport Barbacena، میناس گرایس
- SBBR (BSB) فرودگاه بین‌المللی برازیلیا برازیلیا، Federal District
- SBBT (BAT) Chafei Amsei Airport Barretos، ایالت سائوپائولو
- SBBU (BAU) فرودگاه باورو Bauru، ایالت سائوپائولو
- SBBV (BVB) فرودگاه بین‌المللی بوآ ویستا بوآ ویستا، رورایما
- SBBW (BPG) فرودگاه بارا دو گارساس Barra do Garças، ماتو گروسو
- SBBZ (BZC) Umberto Modiano Airport Búzios، ایالت ریو د ژانیرو
- SBCA (CAC) فرودگاه کسکول مار زنگی، پارانا، برزیل
- SBCB (CFB) فرودگاه بین‌المللی کابو فریو Cabo Frio، ریو د ژانیرو
- SBCC (ITB) فرودگاه کچیمبو Itaituba، پارا
- SBCD (CFC) فرودگاه کاچادور (Carlos Alberto da Costa Neves Airport) Caçador, Brazil
- SBCF (CNF) فرودگاه بین‌المللی تانکردو نوس بلو هوریزونته، میناس گرایس
- SBCG (CGR) فرودگاه بین‌المللی کامپوگرانده کامپوگرانده، ماتوگروسو جنوبی
- SBCH (XAP) فرودگاه چاپکو Chapecó، سانتا کاتارینا
- SBCI (CLN) Carolina Airport Carolina, Maranhão
- SBCJ (CKS) فرودگاه کرایس Carajás, Pará
- SBCM (CCM) Forquinhinha Airport کریسیوما، سانتا کاتارینا
- SBCO (QNS) پایگاه نیروی هوایی کنواس پورتو الگره، ریو گرانده دو سول
- SBCP (CAW) فرودگاه بارتولومو لیساندرو Campos، ایالت ریو د ژانیرو
- SBCR (CMG) فرودگاه بین‌المللی کورومبا کرومبا، ماتوگروسو جنوبی
- SBCT (CWB) فرودگاه بین‌المللی آفونسو پنا کوریتیبا، پارانا، برزیل
- SBCV (CRQ) Caravelas Airport Caravelas، باهیا
- SBCX (CXJ) فرودگاه کاکسیاس دو سول کاشیاس دو سو، ریو گرانده دو سول
- SBCY (CGB) فرودگاه بین‌المللی مارشال روندو کویابا، ماتو گروسو
- SBCZ (CZS) فرودگاه بین‌المللی کروزیرو دو سول Cruzeiro do Sul، اکری
- SBDN (PPB) فرودگاه پرزیدانت پرودانت پرودنت مورایس، ایالت سائوپائولو
- SBEG (MAO) فرودگاه بین‌المللی ادواردو گومز مانائوس، آمازوناس
- SBEK (JCR) Jacare-Acanga Airport Jacareacanga، پارا
- SBFI (IGU) فرودگاه بین‌المللی فوز دو ایگواسو (Cataratas Int'l) فوز دو لوآچو، پارانا، برزیل
- SBFL (FLN) فرودگاه بین‌المللی هرکیلیو لوز فلوریانوپلیس، سانتا کاتارینا
- SBFN (FEN) فرودگاه فرناندو دی نوروها فرناندو دی نوروها، پرنامبوکو
- SBFZ (FOR) فرودگاه بین‌المللی پینتو مارتینز فورتالزا، سئارا
- SBGL (GIG) فرودگاه بین‌المللی ریو دوژانیرو گالیائو ریو د ژانیرو، ایالت ریو د ژانیرو
- SBGM (GJM) Guajará-Mirim Airport Guajará-Mirim، روندونیا
- SBGO (GYN) فرودگاه سانتا جنووا گویانیا، گوییاس
- SBGP فرودگاه امبرار ونیداد گاویاو پیکسوتو Gavião Peixoto، ایالت سائوپائولو
- SBGR (GRU) فرودگاه بین‌المللی سائو پائولوگوارولخس سائوپائولو، ایالت سائوپائولو
- SBGS (PGZ) فرودگاه پونتا گروسا پونتا گروسا، پارانا، برزیل
- SBGW (GUJ) Guaratinguetá Airport Guaratinguetá، ایالت سائوپائولو
- SBHT (ATM) فرودگاه آلتمیرا التمیرا، پراع
- SBIC (ITA) Itacoatiara Airport Itacoatiara، آمازوناس
- SBIH (ITB) فرودگاه ایتایتوبا Itaituba، پارا
- SBIL (IOS) فرودگاه ایله‌وس یرگ امادو Ilhéus، باهیا
- SBIP (IPN) فرودگاه اوسیمیناس Ipatinga، میناس گرایس
- SBIT (ITR) Itumbiara Airport ایتومبیارا، گوییاس
- SBIZ (IMP) فرودگاه ایمپراتریز Imperatriz، مارانیائو
- SBJD (QDV) فرودگاه خوندیای Jundiaí، ایالت سائوپائولو
- SBJF (JDF) فرودگاه خوئیز د فوراً Juiz de Fora، میناس گرایس
- SBJP (JPA) فرودگاه بین‌المللی پرزیدانت کاسترو پینتو ژواو پسوا، پارائیبا، پارائیبا
- SBJR فرودگاه ژاکاره‌پاگوآ ریو د ژانیرو، ایالت ریو د ژانیرو
- SBJV (JOI) فرودگاه ژوینویلی-لئارو کارنئیرو د لویولا جوینویل، سانتا کاتارینا
- SBKG (CPV) فرودگاه کمپینا گرند Campina Grande، پارائیبا
- SBKP (VCP) فرودگاه بین‌المللی ویراکوپوس-کامپیناس کمپیناس، ایالت سائوپائولو
- SBLB (LBR) فرودگاه لابرا لابرآ، آمازوناس
- SBLJ (LAJ) Lages Airport Lages، سانتا کاتارینا
- SBLN (LIP) Lins Airport Lins، ایالت سائوپائولو
- SBLO (LDB) فرودگاه لوندرینا لوندرینا، پارانا، برزیل
- SBLP (LAZ) فرودگاه بوم ژزوز دا لاپا Bom Jesus da Lapa، باهیا
- SBMA (MAB) فرودگاه مارابا Marabá، پارا
- SBMC (MQH) فرودگاه میناچو Minaçu، گوییاس
- SBMD (MEU) فرودگاه مونته دورادو Monte Dourado، پارا
- SBME (MEA) فرودگاه مکائه Macaé، ایالت ریو د ژانیرو
- SBMG (MGF) فرودگاه منطقه‌ای مارینگا مارینگا، پارانا، برزیل
- SBMK (MOC) فرودگاه مونتس کلارو Montes Claros، میناس گرایس
- SBML (MII) فرودگاه ماریلیا ماریلیا، ایالت سائوپائولو
- SBMN (PLL) فرودگاه پونتا پلادا مانائوس، آمازوناس
- SBMO (MCZ) فرودگاه بین‌المللی زومی دوس پالمیراس (Campo dos Palmares) ماسیو، آلاگواس
- SBMQ (MCP) فرودگاه بین‌المللی مکاپا ماکاپا، آماپا
- SBMS (MVF) Dix Sept Rosado Airport موسورو، ریوگرانده دو نورتی
- SBMT (SAO) فرودگاه کمپو مارته سائوپائولو، ایالت سائوپائولو
- SBMY (MNX) Manicoré Airport مانیکوره، آمازوناس
- SBNF (NVT) فرودگاه بین‌المللی مینیسترو ویکتور کوندر Navegantes، سانتا کاتارینا
- SBNM (GEL) فرودگاه سانتو آنجلو Santo Ângelo، ریو گرانده دو سول
- SBNT (NAT) فرودگاه بین‌المللی اوگوستو سورو ناتال
- SBOI (OYK) Oiapoque Airport Oiapoque، آماپا
- SBOU (OUS) Ourinhos Airport Ourinhos، ایالت سائوپائولو
- SBPA (POA) فرودگاه بین‌المللی سلگدو فیلهو پورتو الگره، ریو گرانده دو سول
- SBPB (PHB) فرودگاه بین‌المللی پارنائیبا-پرفایتو دکتر خوائو سیلوا پیاوی، Parnaíba
- SBPC (POO) Poços de Caldas Airport Poços de Caldas، میناس گرایس
- SBPF (PFB) فرودگاه لاورو کورتز Passo Fundo، ریو گرانده دو سول
- SBPG (PNG) Paranaguá Airport Paranaguá، پارانا، برزیل
- SBPI (QPE) Pico do Couto Airport Petrópolis، ایالت ریو د ژانیرو
- SBPJ (PMW) فرودگاه پالماس پالماس، توکانتینس
- SBPK (PET) Pelotas Airport پلوتاس، ریو گرانده دو سول
- SBPL (PNZ) فرودگاه پترولینا Petrolina، پرنامبوکو
- SBPN (PNB) Porto Nacional Airport Porto Nacional، گوییاس
- SBPP (PMG) فرودگاه بین‌المللی پونتا پورئا Ponta Porã، ماتوگروسو جنوبی
- SBPR فرودگاه کارلووس پریت بلو هوریزونته، میناس گرایس
- SBPS (BPS) فرودگاه پورتو سگورو پورتو سگورو، باهیا
- SBPV (PVH) فرودگاه بین‌المللی گورنادر خوزه تیکسیرا دا لیویرا پورتو ولیو، روندونیا
- SBQV (VDC) فرودگاه ویتوریا دا کونکیستا Vitória da Conquista، باهیا
- SBRB (RBR) فرودگاه بین‌المللی ریو برانکو(Presidente Medici Airport) ریو برانکو، اکری
- SBRF (REC) فرودگاه ریکایف (Gilberto Freyre Int'l) ریسیف، پرنامبوکو
- SBRG (RIG) فرودگاه ریو گرند Rio Grande, Rio Grande do Sul
- SBRJ (SDU) فرودگاه سانتوس دومنت ریو د ژانیرو، ایالت ریو د ژانیرو
- SBRP (RAO) فرودگاه لایت لوپژ ریبرآ پرتو، ایالت سائوپائولو
- SBSC (SNZ) پایگاه نیرو هوایی سانتا کروز Santa Cruz, Rio de Janeiro
- SBSJ (SJK) فرودگاه سائو خوزه دوس کامپس سائو خوزه دوس کامپس، ایالت سائوپائولو
- SBSL (SLZ) فرودگاه بین‌المللی مارشال کونیا ماچادو سائو لوئیس، مارانهاو
- SBSM (RIA) فرودگاه سانتا ماریا (ریو گرانده دو سول) سانتا ماریا (برزیل)
- SBSN (STM) فرودگاه سانتارم استاد ویلسون فونسکا سانتاری، پارا
- SBSP (CGH) فرودگاه کونگونهاس-سائو پاوئولو سائوپائولو، ایالت سائوپائولو
- SBSR (SJP) فرودگاه ساوو جستی دو ریو پرتو São José do Rio Preto، ایالت سائوپائولو
- SBST (SSZ) Santos Air Base سانتوس، ایالت سائوپائولو
- SBSV (SSA) فرودگاه بین‌المللی دپوتادو لوئیس ادواردو مگاهاس (Dois de Julho Airport) سالوادور، باهیا
- SBSY (IDO) Santa Isabel do Morro Airport Santa Isabel do Morro، توکانتینس
- SBTA (QHP) Heliponto Airport تاوبات، ایالت سائوپائولو
- SBTB (TMT) Trombetas Airport Trombetas، پارا
- SBTE (THE) فرودگاه ترسینا ترسینا، پیاوی
- SBTF (TFF) فرودگاه تفی Tefé، آمازوناس
- SBTK (TRQ) Tarauacá Airport تاراواکا، اکری
- SBTL (TEC) فرودگاه الماکو بوربا Telêmaco Borba، پارانا، برزیل
- SBTS (OBI) Óbidos Airport Óbidos, Pará
- SBTT (TBT) فرودگاه بین‌المللی تاباتینگا Tabatinga، آمازوناس
- SBTU (TUR) فرودگاه توکوروئی Tucuruí، پارا
- SBTX (QTB) Tubarão Airport توبارائو، سانتا کاتارینا
- SBUA (SJL) فرودگاه سائو گابریل دا کچیرا سائو گابریل د کاشوایرا، آمازوناس
- SBUF (PAV) فرودگاه پائولو آفونسو Paulo Afonso، باهیا
- SBUG (URG) Rubem Berta Airport Uruguaiana، ریو گرانده دو سول
- SBUL (UDI) Ten. Cel. Av. César Bombonato Airport یوبرلاندیا، میناس گرایس
- SBUP (URB) Urubupungá Airport Urubupungá، ایالت سائوپائولو
- SBUR (UBA) فرودگاه اوبرابا یوبرابا، میناس گرایس
- SBVG (VAG) فرودگاه وارگینها ورگینها، میناس گرایس
- SBVH (BVH) فرودگاه ویلینا Vilhena، روندونیا
- SBVT (VIX) Goiabeiras Airport Vitória، اسپیریتو سانتو
- SBWX (STM) فرودگاه سانتارم استاد ویلسون فونسکا سانتاری، پارا
- SBYS (QPS) Campo Fontenelle Airport Pirassununga، ایالت سائوپائولو
- SBZM (IZA) فرودگاه زونا د ماتا رجینال Juiz de Fora، Zona da Mata

### SD
- SDAE فرودگاه ساوو پدرو (برزیل) São Pedro، ایالت سائوپائولو
- SDAG Angra dos Reis Airport Angra dos Reis، ایالت ریو د ژانیرو
- SDAM فرودگاه کمپوو داس آمارایس کمپیناس، سائوپائولو
- SDCO (SOD) فرودگاه ساروکابا سوروکابا، ایالت سائوپائولو
- SDDR Dracena Airport دراسینا، ایالت سائوپائولو
- SDIL Fazenda Pedra Branca Airport Angra dos Reis، ایالت ریو د ژانیرو
- SDLP (QGC) Lençóis Paulista Airport Lençóis Paulista، ایالت سائوپائولو
- SDMC فرودگاه ماریکا Maricá، ایالت ریو د ژانیرو
- SDNY Nova Iguaçu Aeroclub Nova Iguaçu، ایالت ریو د ژانیرو
- SDOW (OIA) فرودگاه اوریلاندیا دو نورت Ourilândia do Norte, Pará
- SDPW Piracicaba Aeroclub Piracicaba، ایالت سائوپائولو
- SDRS (REZ) Resende Airport Resende، ایالت ریو د ژانیرو
- SDRR (QVP) فرودگاه اوار-اراندو Avaré, São Paulo
- SDSC (QSC) فرودگاه سائو کارلوس ساو کارلوس، ایالت سائوپائولو

### SI
- SIAB Leda Mello Resende Airport ترس پنتاس، میناس گرایس
- SIMK (FRC) Franca Airport (was SBFC) Franca، ایالت سائوپائولو
- SIFV Aeródromo Primo Bitti Aracruz، اسپیریتو سانتو

### SJ
- SJAU Araguacema Airport Araguacema، توکانتینس
- SJBY João Silva Airport Santa Inês، مارانیائو
- SJDB (BYO) فرودگاه بنیتو Bonito, Mato Grosso do Sul
- SJGU Araguatins Airport Araguatins، توکانتینس
- SJTC فرودگاه بورو-اریلوا Bauru/Arealva، ایالت سائوپائولو
- SJUR Terravista Resort Trancoso، باهیا

### SN
- SNAG Araguari Airport Araguari، میناس گرایس
- SNAI (APY) Alto Parnaíba Airport التو پارنایبا، مارانیائو
- SNAR (AMJ) Almenara Airport Almenara, Minas Gerais
- SNBL (BVM) Belmonte Airport Belmonte, Bahia
- SNBR (BRA) فرودگاه باریراس Barreiras، باهیا
- SNDM (LEC) Chapada Daimantina Airport Lençóis، باهیا
- SNEC Outeiro das Brisas Airport پورتو سگورو، باهیا
- SNFE Alfenas Airport Alfenas، میناس گرایس
- SNFX (SXX) فرودگاه سائو لیکس دو خینگو São Félix do Xingu، پارا
- SNGI (GNM) فرودگاه گوآنامبی Guanambi، باهیا
- SNHA (ITN) Itabuna Airport Itabuna، باهیا
- SNMU (MVS) Mucuri Airport Mucuri، باهیا
- SNMZ (PTQ) Pôrto de Moz Airport Pôrto de Moz، پارا
- SNOB (QBX) Sobral Airport Sobral, Ceará
- SNSM Salinópolis Airport Salinópolis، پارا
- SNSW (SFK) Soure Airport Soure, Pará
- SNTO (TFL) Teófilo Otoni Airport Teófilo Otoni، میناس گرایس
- SNVB (VAL) Valença Airport Valença, Bahia
- SNVS (BVS) Breves Airport Breves, Pará
- SNWC (CMC) Camocim Airport Camocim، سئارا
- SNYE (PHI) Pinheiro Airport Pinheiro, Maranhão

### SS
- SSAL (ALQ) Federal Airport الگریت، برزیل، ریو گرانده دو سول
- SSAP (APU) فرودگاه اپوکارانا Apucarana، پارانا، برزیل
- SSBL (BNU) Blumenau Airport بلومنائو، سانتا کاتارینا
- SSCK (CCI) فرودگاه کانکوردیا Concórdia، آمازوناس
- SSCN (QCN) Canela Airport Canela، ریو گرانده دو سول
- SSDO (DOU) فرودگاه دورادوس دورادوس، میناس گرایس
- SSER (ERM) فرودگاه ارچیم Erechim، ریو گرانده دو سول
- SSGB (GTB) Guaratuba Airport Guaratuba، پارانا، برزیل
- SSIJ (IJU) Ijuí Airport ایژویی، ریو گرانده دو سول
- SSIQ (ITQ) Itaqui Airport Itaqui، ریو گرانده دو سول
- SSJA (JCB) فرودگاه ژوآسابا Joaçaba، سانتا کاتارینا
- SSKM (CBW) Campo Mourão Airport Campo Mourão، پارانا، برزیل
- SSLI (LVB) Dos Galpões Airport Santana do Livramento، ریو گرانده دو سول
- SSPB (PTO) Pato Branco Airport Pato Branco، پارانا، برزیل
- SSPG (PNG) Paranaguá Airport Paranaguá، پارانا، برزیل
- SSPS Palmas Airport (Paraná) Palmas، پارانا، برزیل
- SSTB (TBA) Três Barras Airport; ترس باراس، سانتا کاتارینا
- SSUV (QVB) فرودگاه یونیائو دا ویتوریا União da Vitória، پارانا، برزیل
- SSVI (VIA) فرودگاه ویدیرا Videira، سانتا کاتارینا
- SSVN Veranópolis Airport Veranópolis، ریو گرانده دو سول
- SSZR (SRA) فرودگاه سانتا رزا (برزیل) Santa Rosa, Rio Grande do Sul

### SW
- SWBC (BAZ) فرودگاه بارسلوس Barcelos، آمازوناس
- SWBR (RBB) Borba Airport Borba، آمازوناس
- SWCA (CAF) فرودگاه کراواری کراواری، آمازوناس
- SWGN (AUX) فرودگاه آراگوینا Araguaína، توکانتینس
- SWII (IPG) Ipiranga Airport Santo Antônio do Içá، آمازوناس
- SWJI (JPR) فرودگاه ژی-پارانا Ji-Paraná، روندونیا
- SWKC (CCX) Cáceres Airport Cáceres، میناس گرایس
- SWKN (CLV) فرودگاه کلداس نوواس Caldas Novas، گوییاس
- SWKO (CIZ) فرودگاه کواری کوآری، آمازوناس
- SWKT (TLZ) Catalão Airport کاتالائو، گوییاس
- SWLC (RVD) فرودگاه ریو ورده ریو وارده، گوییاس
- SWNK (BCR) Novo Campo Airport Boca do Acre، آمازوناس
- SWNS (APS) Anapolis Airport آناپلیس، گوییاس
- SWNV فرودگاه ملی آویاچیو گویانیا، گوییاس
- SWPI (PIN) Julio Belém Airport پارینتیس، آمازوناس
- SWRD (ROO) فرودگاه روندونوپلیس روندونوپلیس، ماتو گروسو
- SWSI (OPS) فرودگاه سینوپ سینوپ، ماتو گروسو
- SWXV (NOK) Nova Xavantina Airport Nova Xavantina، ماتو گروسو
- SWYM Fazenda Anhanguera Airport Pontes e Lacerda، ماتو گروسو

## SC -شیلی
همچنین رده و فهرست را ببینید.
- SCAC (ZUD) Pupelde Airport Ancud
- SCAG (LSQ) El Avellano Airport Los Angeles
- SCAP (WAP) Alto Palena Airport Alto Palena
- SCAR (ARI) فرودگاه بین‌المللی چاکلوتا Arica
- SCBA (BBA) فرودگاه بالماسدا Balmaceda
- SCBE (TOQ) Barriles Airport Tocopilla
- SCBQ (   ) El Bosque Airport El Bosque، سانتیاگو
- SCCC (CCH) Chile Chico Airport Chile Chico
- SCCF (CJC) فرودگاه بین‌المللی ال لوا Calama
- SCCH (YAI) فرودگاه ژنرال برناردو اوهاینز چیلان، بیو بیو
- SCCI (PUQ) فرودگاه بین‌المللی پرزیدانت کارلوس ایبانیز دل کامپو Punta Arenas
- SCCY (GXQ) Teniente Vidal Airport Coyhaique
- SCDA (IQQ) فرودگاه بین‌المللی دیگو اراسنا Iquique
- SCEL (SCL) فرودگاه بین‌المللی کومودورو ارتورو مرینو بنیتز سانتیاگو
- SCER (   ) Quintero Airport والپارایزو
- SCES (ESR) فرودگاه ریکاردو گارسیا پوسادا El Salvador
- SCFA (ANF) فرودگاه بین‌المللی سروو مورنو آنتوفاگاستا
- SCFM (WPR) Capitan Fuentes Martinez Airport Porvenir
- SCGZ (WPU) فرودگاه گوآردیامارینا زانارتو Puerto Williams
- SCHA (CPO) فرودگاه دسیرتو دا اتاکما Copiapó
- SCHR (LGR) Cochrane Airport Cochrane
- SCIC (ZCQ) General Freire Airport Curicó
- SCIE (CCP) فرودگاه بین‌المللی کریل سر کنسپسیون، شیلی
- SCIP (IPC) فرودگاه بین‌المللی ماتاوری جزیره ایستر (Isla de Pascua)
- SCIR (   ) Robinson Crusoe Airport جزایر خوان فرناندز
- SCJO (ZOS) فرودگاه کانال بایو کارلوس هوت سیبرت Osorno
- SCKU (QUI) Chuquicamata Airport Chuquicamata
- SCLC Santiago Municipal de Vitacura سانتیاگو
- SCLL (VLR) Vallenar Airport Vallenar
- SCNT (PNT) Teniente Julio Gallardo Airport Puerto Natales
- SCOV (OVL) Ovalle Tuqui Airport Ovalle Tuqui
- SCPC (ZPC) فرودگاه پوکن Pucón
- SCRA (CNR) Chanaral Airport Chanaral
- SCRG (QRC) De La Independencia Airport Rancagua
- SCRM (TNM) فرودگاه ستوان آر. مارش Teniente Roldofo Marsh Martin Base and Villa Las Estrellas
- SCSB (SMB) Franco Blanco Airport Cerro Sombrero
- SCSE (LSC) فرودگاه لا فلوریدا (شیلی) La Serena
- SCSN (   ) Santo Domingo Airport والپارایزو
- SCST (WCA) Gamboa Airport Castro
- SCTB (   ) Eulogio Sánchez Airport La Reina، سانتیاگو
- SCTC (ZCO) فرودگاه ماکوهو Temuco
- SCTE (PMC) فرودگاه ال تپوال پرتو مونت
- SCTI (ULC) Los Cerrillos Airport سانتیاگو
- SCTL (TLX) Panguilemo Airport Talca
- SCTN (WCH) Chaiten Airport Chaiten
- SCTO (ZIC) Victoria Airport Victoria
- SCTT (TTC) Las Breas Airport Taltal
- SCVA (VAP) Valparaíso Airport والپارایزو, Chile
- SCVD (ZAL) فرودگاه پیچوی Valdivia
- SCVL فرودگاه لا ماراس Valdivia
- SCVM (KNA) Viña del Mar Airport وینیا دل مار

## SE -اکوادور
همچنین رده و فهرست را ببینید.
- SEAM (ATF) فرودگاه چاچوان آمباتو، اکوادور
- SEBC (BHA) Los Perales Airport Bahia de Caraquez
- SECE (WSE) Santa Cecilia Airport سانتا سسیلیا
- SECO (OCC) فرودگاه فرنسیسکو د اوریانا Coca
- SECU (CUE) فرودگاه بین‌المللی ماریسکال لامار Cuenca
- SEGS (GPS) فرودگاه سیمور Galápagos (Baltra)
- SEGU (GYE) فرودگاه بین‌المللی خوزه خواکین د اولمدو گوایاکیول
- SEJI (JIP) Jipijapa Airport Jipijapa
- SELT (LTX) فرودگاه بین‌المللی کاتوپکسی لاتاکونگا، اکوادور
- SENL (LGQ) Nueva Loja  Lago Agrio
- SELO (LOH) فرودگاه کمیلو پانس انریکز Loja
- SEMA (MRR) J.M. Velasco Ibarra Airport Macara
- SEMC (XMS) فرودگاه ادموندو کروایال Macas
- SEMH (MCH) General M. Serrano Airport ماچالا
- SEMT (MEC) پایگاه هوایی مانتا Manta
- SESM (PTZ) فرودگاه ریو آمازونا Pastaza
- SEPD (PDZ) Pedernales Airport Pedernales
- SEPT (PYO) Putumayo Airport Putumayo
- SEPV (PVO) فرودگاه ریلس تاماریندوس Portoviejo
- SEQU (UIO) فرودگاه بین‌المللی ماریسکال سوکره کیتو
- SESA (SNC) فرودگاه ژنرال آلپیانو پایز Salinas
- SESC (SUQ) Sucua Airport Sucua
- SEST (SCY) فرودگاه سن کریستاوبال San Cristóbal Island، گالاپاگوس
- SETA (TAU) Taura Base Aerea Taura، Guayas
- SETH (TSC) Taisha Airport Taisha
- SETI (TPN) Tiputini Airport Tiputini
- SETN (ESM) فرودگاه ژنرال ریوادنیرا Esmeraldas
- SETR (TPC) فرودگاه تاراپوا Tarapoa
- SETU (TUA) فرودگاه بین‌المللی سرهنگ دوم لویس ا مانتیلا تولکان (اکوادور)

## جزایر فالکلند
همچنین رده و فهرست را ببینید.
- SFAL (PSY) فرودگاه پورت استنلی استنلی، جزایر فالکلند

## SG -پاراگوئه
همچنین رده و فهرست را ببینید.
- SGAS (ASU) فرودگاه بین‌المللی سیلویو پتیروسی آسونسیون
- SGAY (AYO) فرودگاه خوآن د آیولاس آیولاس
- SGCO (CIO) Teniente Coronel Carmelo Peralta Airport کنسپسیون، پاراگوئه
- SGEN (ENO) Teniente Primero Alarcón Airport انکارانسیون
- SGES (AGT) فرودگاه بین‌المللی گوآرانی سیوداد دل استه
- SGFI (FLM) Fernheim Airport Filadelfia
- SGME (ESG) فرودگاه دکتر لوئس ماریا آرگانا ماریسکال استیگاریبیا
- SGPI (PIL) فرودگاه کارلووس میگول ییمنز پیلار
- SGPJ (PJC) Augusto R. Fuster International Airport پدرو خوآن کابالرو

## SK - کلمبیا
همچنین رده و فهرست را ببینید.
- SKAC (ACR) Araracuara Airport Araracuara
- SKAD (ACD) فرودگاه السیدز فرناندز اکاندی
- SKAG (ACL) Hacaritama Airport اگواچیکا
- SKAM (AFI) فرودگاه سلرنو کوستا د ملفی Amalfi
- SKAN (ADN) Andes Airport Andes
- SKAP (API) پایگاه هوایی کاپیتان لویس واینگارتنر گمز نینو Apiay
- SKAR (AXM) فرودگاه بین‌المللی ال ادن Armenia
- SKAS (PUU) فرودگاه سوم مه پورتو آسیس
- SKBC (ELB) Las Flores Airport ال بانکو
- SKBG (BGA) فرودگاه بین‌المللی پالونگرو Lebrija (near بوکارامانگا)
- SKBO (BOG) فرودگاه بین‌المللی ال دورادو بوگوتا
- SKBQ (BAQ) فرودگاه بین‌المللی ارنستو کورتیسوز بارانکیلا
- SKBS (BSC) فرودگاه خوزه سلستینو موتیس Bahía Solano
- SKBU (BUN) فرودگاه جراردو تبار لوپز Buenaventura
- SKCA (CPB) Capurganá Airport Capurganá
- SKCC (CUC) فرودگاه بین‌المللی کمیلو دازا کوکوتا
- SKCD (COG) Mandinga Airport Condoto
- SKCG (CTG) فرودگاه بین‌المللی رافائل ناندز کارتاگنا
- SKCI (CCO) Carimagua Airport Carimagua
- SKCL (CLO) فرودگاه بین‌المللی آلفونسو بونییا آراگون کالی
- SKCM (CIM) Cimitarra Airport سیمیتارا (سانتاندر)
- SKCO (TCO) فرودگاه لا فلوریدا (کلمبیا) توماکو
- SKCU (CAQ) فرودگاه خوآن اچ. وایت Caucasia
- SKCV (CVE) Coveñas Airport Coveñas
- SKCZ (CZU) Las Brujas Airport Corozal
- SKEB (EBG) فرودگاه ال باگر ال باگره
- SKEJ (EJA) فرودگاه یاریگویس بارانکاورمخا
- SKFL (FLA) فرودگاه گوستاو آرتونداگا پردس Florencia
- SKGI (GIR) فرودگاه سانتیاگو ویلا Girardot
- SKGO (CRC) فرودگاه سانتا آنا (کلمبیا) Cartago
- SKGP (GPI) فرودگاه گوآپی Guapi
- SKHA (CPL) Chaparral Airport بیشه‌زارهای کالیفرنیا
- SKHC (HTZ) Hato Corozal Airport Hato Corozal
- SKIB (IBE) فرودگاه پرالس ایباگه
- SKIG (IGO) Chigorodó Airport چیگورودو
- SKIP (IPI) فرودگاه سن لویس (کلمبیا) ایپیالس
- SKIU (TIB) Tibú Airport تیبو
- SKLC (APO) فرودگاه آنتونیو رولدن بتنکورت آپارتادو
- SKLG (LQM) فرودگاه کوکیا Puerto Leguízamo
- SKLM (MCJ) فرودگاه خورخه ایساکس Maicao
- SKLP (LPD) فرودگاه لا پدررا La Pedrera
- SKLT (LET) فرودگاه بین‌المللی آلفردو واسکوز کوبو Leticia
- SKMD (EOH) فرودگاه انریکه اولایا هررا مدلین
- SKMF (MFS) Miraflores Airport Miraflores
- SKMG (MGN) Baracoa Airport ماگانگه
- SKMR (MTR) فرودگاه لوس گارزونس مونتریا
- SKMU (MVP) فرودگاه فابیو آلبرتو لئون بنتلی میتو (کلمبیا)
- SKMZ (MZL) فرودگاه لا نوبیا مانیسالس
- SKNC (NCI) Antioquia Airport نکوکلی
- SKNQ (NQU) فرودگاه ریس موریلو Nuquí
- SKNV (NVA) فرودگاه بنیتو اسالا Neiva
- SKOC (OCV) فرودگاه اگوس کلیرا Ocaña
- SKOE (ORC) فرودگاه اروکو Orocue
- SKOT (OYU) فرودگاه اتو Otu
- SKPB فرودگاه پورتو بولیوار شهرستان لا گواخیرا
- SKPC (PCR) فرودگاه خرمن اولانو Puerto Carreño
- SKPD (PDA) فرودگاه اوباندو Puerto Inírida
- SKPE (PEI) فرودگاه بین‌المللی ماتکانا Pereira
- SKPI (DTX) Pitalito Airport پیتالیتو
- SKPL (PLT) Plato Airport Plato
- SKPP (PPN) فرودگاه گویی‌لرمو لیون والنسیا پوپایان
- SKPQ (PQE) پایگاه هوایی کپتن گران اولانو مورنو Palanquero
- SKPS (PSO) فرودگاه آنتونیو نارینیو پاستو (کلمبیا)
- SKPV (PVA) فرودگاه ال امبرویو Providencia Island
- SKPZ (PZA) Paz de Ariporo Airport پاس ده آریپورو
- SKQU (MQU) فرودگاه ماریکویتا Mariquita
- SKRG (MDE) فرودگاه بین‌المللی خوزه ماریا کوردوا مدلین/Rionegro
- SKRH (RCH) فرودگاه المیرانت پادیلا ریوآچا
- SKSA (RVE) فرودگاه لوس کولونیزادورس ساراونا
- SKSJ (SJE) فرودگاه خورخه انریکه گونزالس تورس سان خوسه دل گاوریاره
- SKSM (SMR) فرودگاه بین‌المللی سیمون بولیوار (کلمبیا) سانتا مارتا (کلمبیا)
- SKSP (ADZ) فرودگاه بین‌المللی گوستاو روجاس پینیلا (Sesquicentenario Airport) San Andrés Island
- SKSR (SRS) فرودگاه شهرستان سن مرکس San Marcos
- SKSV (SVI) فرودگاه ادواردو فایا سولانو سان ویسنته دل کاگوان
- SKTD (TDA) Trinidad Airport Trinidad
- SKTJ (TNJ) فرودگاه بین‌المللی گوستاو روجاس پینیلا تونخا
- SKTM (TME) فرودگاه گابریل وارگس سانتس Tame
- SKTQ (TQS) پایگاه هوایی کپتن ارنستو اسگورا کوبیدس Tres Esquinas
- SKTU (TRB) Gonzalo Mejía Airport Turbo
- SKUA (MQZ) پایگاه هوایی کولنل لویس ارتورو رودریگز منسس Marandúa
- SKUC (AUC) فرودگاه سانتیاگو پتی‌آزه گویرز Arauca
- SKUI (UIB) فرودگاه ال کرانو کیبدو
- SKUL (ULQ) Farfan Airport تولوآ
- SKUR (URR) Urrao Airport اوررآو
- SKVG (VGZ) فرودگاه ویلا گرزون وییاگارسون (پوتومایو)
- SKVP (VUP) فرودگاه آلفونسو لوپز پوماریو واییدوپار
- SKVV (VVC) فرودگاه لا ونگوردیا وییاویسنیو
- SKYA (AYG) Yaguara Airport Yaguara
- SKYP (EYP) فرودگاه ال الکراوان یوپال

## SL -بولیوی
همچنین رده و فهرست را ببینید.
q.v.
- SLAP (APB) Apolo Airport Apolo
- SLAS (ASC) Ascenscion de Guarayos Airport Ascención de Guarayos
- SLBJ (BJO) فرودگاه برمهو Bermejo
- SLBN Bella Union Airport Bella Union
- SLCA (CAM) Camiri Airport Camiri
- SLCB (CBB) فرودگاه بین‌المللی خورخه ویلسترمان کوچابامبا
- SLCO (CIJ) فرودگاه کپتن انیبال عرب Cobija
- SLCP (CEP) Concepción Airport Concepción
- SLET (SRZ) فرودگاه ال ترومپیلو سانتا کروس د لا سیرا (بولیوی)
- SLGY (GYA) فرودگاه گوایارامرین Guayaramerin
- SLJE (SJS) San Jose de Chiquitos Airport San José de Chiquitos
- SLJO (SJB) San Joaquin Airport San Joaquin
- SLJV (SJV) San Javier Airport San Javier
- SLLP (LPB) فرودگاه بین‌المللی ال آلتو لاپاز
- SLMG (MGD) Magdalena Airport Magdalena
- SLOR (ORU) فرودگاه خوآن مندوسا Oruro
- SLPO (POI) فرودگاه کپتن نیکولاس رووهاس پوتوسی
- SLPR (PUR) Puerto Rico Airport Puerto Rico
- SLPS (PSZ) فرودگاه بین‌المللی پورتو سوارز Puerto Suárez
- SLRA (SRD) San Ramon Airport San Ramon
- SLRB (RBO) Robore Airport Robore
- SLRI (RIB) فرودگاه ریبرالتا Riberalta
- SLRQ (RBQ) فرودگاه روره‌ناباکه Rurrenabaque
- SLRY (REY) Reyes Airport Reyes
- SLSA (SBL) فرودگاه سانتا آنا دل یکوما Santa Ana del Yacuma
- SLSB (SRJ) فرودگاه کاپیتان گرمان کویروگا لا گواردیا San Borja
- SLSI (SNG) San Igancio de Velasco Airport San Ignacio de Velas
- SLSM (SNM) San Ignacio de Moxos Airport San Ignacio de Moxos
- SLSU (SRE) فرودگاه بین‌المللی خوانا ازوردوی دا پادیلا سوکره
- SLTJ (TJA) فرودگاه کاپیتان اوریل لی پلازا Tarija
- SLTR (TDD) فرودگاه ستوان خورخه هنریش آرائوز Trinidad
- SLVM (VLM) فرودگاه کولونل رافائل پابون لیوتینانت Villamontes
- SLVR (VVI) فرودگاه بین‌المللی ویرو ویرو سانتا کروس د لا سیرا (بولیوی)
- SLYA (BYC) فرودگاه یاسوئیبا Yacuiba

## SM -سورینام
همچنین رده و فهرست را ببینید.
- SMBN (ABN) فرودگاه تک‌بانده آلبینا Albina
- SMCI فرودگاه تک‌بانده کورونی Coeroeni
- SMCO (TOT) فرودگاه تک‌بانده تاتنس Totness، Coronie District
- SMDA (DRJ) فرودگاه تک‌بانده دریتابتج  Drietabbetje
- SMJP (PBM) فرودگاه بین‌المللی یوهان ادالف پنگل (Zanderij Int'l) Zanderij
- SMKA فرودگاه تک‌بانده کابالبو Kabalebo
- SMKE فرودگاه تک‌بانده قیصر Kayser
- SMNI (ICK) فرودگاه ماژور هنری فراندز Nieuw-Nickerie (New Nickerie)
- SMPA (OEM) فرودگاه وینسنت فیکس Paloemeu
- SMST (SMZ) فرودگاه تک‌بانده استولمانس ایلند Stoelmans Eiland
- SMTB فرودگاه تک‌بانده تفلبرگ Tafelberg
- SMWA (AGI) باند پرواز واگنینگن Wageningen
- SMZO (ORG) فرودگاه زورگ ان هوپ پاراماریبو

## SO -گویان فرانسه
همچنین رده و فهرست را ببینید.
- SOCA (CAY) فرودگاه کاین رشابوو کاین
- SOGS فرودگاه گراند-سانتی Grand-Santi
- SOOA (MPY) فرودگاه ماریپاسئولا ماریپاسئولا
- SOOG (OXP) فرودگاه سنت گئورگس د لو یپوک Saint-Georges-de-l'Oyapock
- SOOM (LDX) فرودگاه سن لوران دو مرونی سن لوران دو مرونی
- SOOR (REI) فرودگاه رجینا، گویان Régina
- SOOS (XAU) فرودگاه ساول ساول
- SOOY Sinnamary Airport Sinnamary

## SP -پرو
همچنین رده و فهرست را ببینید.
- SPAO (APE) San Juan Aposento Airport San Juan Aposento
- SPAR (ALD) فرودگاه الرتا الرتا، منطقه اوکایالی
- SPAS فرودگاه آلفرز اف‌ای‌پی الفردو ولایدمیر سارا باور Andoas، منطقه لورتو
- SPAY فرودگاه تنینته خنرال خراردو پرز پیندو Atalaya، منطقه اوکایالی
- SPBB (MBP) Moyobamba Airport مویوبامبا، منطقه سن مارتین
- SPBC فرودگاه کبالوکوچا Caballococha، منطقه لورتو
- SPBL (BLP) Huallaga Airport Bellavista، منطقه سن مارتین
- SPBR (IBP) فرودگاه شبه‌جزیره ایبری Iberia
- SPBS Bellavista Airport Jeberos، منطقه لورتو
- SPCH Tocache Airport Tocache، منطقه سن مارتین
- SPCL (PCL) فرودگاه بین‌المللی اف‌ای‌پی کاپیتان داوید آبنزور رنگیفو (or Capitán FAP David Abenzur Rengifo Airport) پوکایپا، منطقه اوکایالی
- SPCM (CTF) Contamana Airport Contamana، منطقه لورتو
- SPDR Trompeteros Airport Corrientes
- SPEO (CHM) فرودگاه تنینته ف‌آپ خایمه مونترئوئیل مورالس چیمبوته، ناحیه انکاش
- SPEQ Cesar Torque Podesta Airport موکگوا، منطقه موکگوا
- SPGM (TGI) فرودگاه تینگو ماریا تینگو ماریا، منطقه اوانوکو
- SPHI (CIX) فرودگاه بین‌المللی کپ. فاپ جوسه برندزینو کویینونس گونزالس چیکلایو، منطقه لامبایکه
- SPHO (AYP) فرودگاه کورونل آلفردو مندیویل دوارته آیاکوچو، منطقه آیاکوچو
- SPHU فرودگاه فرنسیسکو کرله اوانکایو، منطقه خونین
- SPHV Huánuco Viejo Airport  Huánuco Viejo ، منطقه اوانوکو
- SPHY (ANS) فرودگاه انداهوایلاس انداهوایلاس، منطقه اپوریماک
- SPHZ (ATA) فرودگاه کامندنتی فاپ جرمان آریاس گرازیانی Anta/اواراز، ناحیه انکاش
- SPIL (UMI) Quince Mil Airport Quince Mil، منطقه کوزکو
- SPIM (LIM) فرودگاه بین‌المللی خورخه چاوز کایائو (پرو)/لیما، Lima Metropolitan Area
- SPIP (SFK) Satipo Airport Satipo
- SPIZ (UCZ) Uchiza Airport Uchiza
- SPJA (RIJ) فرودگاه خوآن سیمونز ولا Rioja، منطقه سن مارتین
- SPJB Pampa Grande Airport Cajabamba، منطقه کاخامارکا
- SPJE Shumba Airport Jaén، منطقه کاخامارکا
- SPJI (JJI) فرودگاه خوانخوی خوانخوی، منطقه سن مارتین
- SPJJ (JAU) فرودگاه فرنسیسکو کرله حائوحا، منطقه خونین
- SPJL (JUL) فرودگاه بین‌المللی اینکا مانکو کاپاک پونو/خولیاکا، منطقه پونو
- SPJN (SJA) San Juan de Marcona Airport San Juan de Marcona
- SPJR (CJA) فرودگاه میر جنرال فاپ آرماندو رووردو ایگلسیاس کاخامارکا، منطقه کاخامارکا
- SPLC Mariano Melgar Airport La Joya، منطقه ارکیپا
- SPLN (RIM) San Nicolas Airport Rodriquez de Mendoza
- SPLO (ILC) فرودگاه ایلو Ilo، منطقه موکگوا
- SPLP Las Palmas Air Base (military) Barranco، Lima Province
- SPME (TBP) فرودگاه کپ. فاپ پیدروو کنگا رودریگوز Tumbes، منطقه تومبس
- SPMF Manuel Prado Ugarteche Airport Mazamari، منطقه خونین
- SPMR (SMG) Santa Maria Airport, Peru Santa Maria
- SPMS (YMS) فرودگاه مواسه بنزاکن رنگیفو یوریماگوآس، منطقه لورتو
- SPNC (HUU) فرودگاه آلفرز اف‌ای‌پی دیوید فیگوروا فرناندینی اوانوکو، منطقه اوانوکو
- SPOA (SFS) Saposoa Airport Saposoa
- SPOV Shiringayoc/Hacienda Mejia Airport Leon Velarde
- SPPY (CHH) فرودگاه چاچاپویاس Chachapoyas، ناحیه امازوناس
- SPQN (REQ) Requena Airport Requena، منطقه لورتو
- SPQT (IQT) فرودگاه بین‌المللی کرنل فرانسیسکو سکادا وینیتا ایکیتوس، منطقه لورتو
- SPQU (AQP) فرودگاه بین‌المللی رودریگز بیون آرکیپا، منطقه ارکیپا
- SPRF San Rafael Airport San Rafael
- SPRM Capitán FAP Leonardo Alvariño Herr Airport San Ramón، منطقه خونین
- SPRU (TRU) فرودگاه بین‌المللی کپ. فاپ کارلووس مارتینز دا پینیلوس تروخیو (پرو)، منطقه لا لیبرتاد
- SPSF San Francisco Airport San Francisco
- SPSO (PIO) فرودگاه کاپیتان فاپ رنان الیاس الیورا Pisco، منطقه ایکا
- SPSP (SPO) San Pablo Airport San Pablo، منطقه کاخامارکا
- SPST (TPP) فرودگاه گیلرمو دل کاستیلو پاردس تاراپوتو، منطقه سن مارتین
- SPSY (SYC) Shiringayoc Airport Shiringayoc
- SPTN (TCQ) فرودگاه بین‌المللی کرنل کارلوس سیریانی سانتا روسا تاکنا، منطقه تاکنا
- SPTP El Pato Air Base تالارا، منطقه پیورا
- SPTU (PEM) فرودگاه بین‌المللی پادره آلدامیز پوئرتو مالدونادو، منطقه مادره ده دیوس
- SPUR (PIU) فرودگاه بین‌المللی کپ. فاپ گویلرمو کانکا ایبریکو پیورا/تالارا، منطقه پیورا
- SPVR San Isidoro Airport Vitor
- SPVT Mayor FAP Guillermo Protset del Castillo Airport Vitor
- SPYL (TYL) فرودگاه کپ. فاپ ویکتور مانز آریاز تالارا، منطقه پیورا
- SPZA فرودگاه ماریا ریچه نیومن Nazca، منطقه ایکا
- SPZO (CUZ) فرودگاه بین‌المللی الیاندرو ولاسکو استیت کوسکو، منطقه کوزکو

## SU -اوروگوئه
همچنین رده و فهرست را ببینید.
- SUAG (ATI) فرودگاه آرتیگاس
- SUCA (CYR) فرودگاه کلوونیا کولونیا دل ساکرامنتو
- SUDU (DZO) فرودگاه بین‌المللی سانتا برنردینا دورازنو
- SULS (PDP) فرودگاه بین‌المللی کاپیتان دا کوربتا کارلووس برندزینو کوربلو مالدونادو، اروگوئه
- SUMO (MLZ) Cerro Largo International Airport ملو، اروگوئه
- SUMU (MVD) فرودگاه بین‌المللی کراسکو مونته‌ویدئو
- SUPE (PDP) El Jagüel International Airport پونتا دل استه
- SUPU (PDU) فرودگاه پیساندو
- SURV (RVY) فرودگاه بین‌المللی ریورا
- SUSO (STY) فرودگاه بین‌المللی نوئوا هسپریدس
- SUTB (TAW) Tacuarembó Airport
- SUTR (TYT) Treinta y Tres Airport
- SUVO (VCH) Vichadero Airport

## SV -ونزوئلا
همچنین رده و فهرست را ببینید.
- SVAC (AGV) فرودگاه اوسوالدو گوارا موخیکا اکاریگوا
- SVAN (AAO) فرودگاه اناکو اناکو، آنسوآتگی
- SVBC (BLA) فرودگاه بین‌المللی ژنرال خوزه آنتونیو آنزواتغی بارسلونا، ونزوئلا
- SVBI (BNS) فرودگاه باریناس Barinas، باریناس
- SVBL پایگاه هوایی سیمون بولیوار ماراکای، آراگوآ
- SVBM (BRM) فرودگاه بین‌المللی خاسینتو لارا بارکیسیمتو
- SVBS (MYC) Mariscal Sucre Airport (Venezuela) ماراکای، آراگوآ
- SVCB (CBL) فرودگاه توماز جی اریس سیوداد بولیوار، بولیوار
- SVCD (CXA) Caicara de Orinoco Airport Caicara del Orinoco
- SVCL (CLZ) فرودگاه کلابوزو Calabozo، Guárico
- SVCN (CAJ) فرودگاه کنایما Canaima
- SVCO (VCR) Carora Airport Carora، Lara
- SVCP (CUP) فرودگاه ژنرال خوزه فرنسیسکو برمودز Carupano
- SVCR (CZE) فرودگاه خوزه لئوناردو چیرینو Coro, Falcón
- SVCU (CUM) فرودگاه انتونیو ژوره دسوکره Cumaná، Sucre
- SVED (EOR) El Dorado Airport (Venezuela) El Dorado
- SVEZ (EOZ) فرودگاه الورزا Elorza، آپوره
- SVFM پایگاه هوایی جنرالیزمو فرانسیسکو د میراندا Caracas Lacar
- SVGD (GDO) فرودگاه گوآسدوالیتو Guasdualito، آپوره
- SVGI (GUI) فرودگاه گویریا Guiria، Sucre
- SVGU (GUQ) Guanare Airport Guanare، پورتوگسا
- SVIC (ICA) Icabaru Airport Icabaru، بولیوار
- SVJC (LSP) فرودگاه بین‌المللی خوزفا کامخو Paraguaná، Falcón
- SVKA (KAV) Kavanayen Airport بولیوار
- SVKM (KTV) Kamarata Airport بولیوار
- SVLF (LFR) فرودگاه لا فریا La Fria,  تاچیرا
- SVMC (MAR) فرودگاه بین‌المللی لا چینیتا ماراکایبو، Zulia
- SVMD (MRD) Alberto Carnevalli Airport مریدا (ونزوئلا)، Mérida
- SVMG (PMV) فرودگاه بین‌المللی دل کریبی سانتیاگو "مارینو" (Gen. Santiago Marino Airport) Porlamar، جزیره مارگاریتا
- SVMI (CCS) فرودگاه بین‌المللی سیمون بولیوار (ونزویلا) (Maiquetia International Airport) مایکتیا، Vargas (near کاراکاس)
- SVMT (MUN) فرودگاه بین‌المللی خوزه تادئو مناگاس Maturín، Monagas
- SVPA (PYH) فرودگاه کسیک آرامار Puerto Ayacucho، آمازون
- SVPC (PBL) Bartolome Salom Airport Puerto Cabello، Carabobo
- SVPM (SCI) Paramillo Airport San Cristóbal، تاچیرا
- SVPR (CGU) فرودگاه منیول کارلووس پیار گوایانا Ciudad Guayana، بولیوار
- SVPT (PMT) Palmarito Airport آپوره
- SVSA (SVZ) فرودگاه بین‌المللی خوآن ویسنته گومس San Antonio del Táchira
- SVSE (SNV) فرودگاه سانتا النا د آئرن بولیوار
- SVSO (STD) فرودگاه میر بوینونتورا ویواس Santo Domingo
- SVSP (SNF) Sub Teniente Nestor Arias Airport San Felipe, Yaracuy
- SVSR (SFD) فرودگاه لاس فله چراس سان‌فرناندو د آپوره، آپوره
- SVST (SOM) فرودگاه سن تومه San Tomé
- SVSZ (STB) فرودگاه میگوئل اوردانتا فرناندز Santa Bárbara del Zulia
- SVTC (TUV) Tucupita Airport Tucupita، Delta Amacuro
- SVTM (TMO) Tumeremo Airport Tumeremo
- SVUM (URM) Uriman Airport بولیوار
- SVVA (VLN) فرودگاه بین‌المللی آرتورو میچلنا والنسیا، ونزوئلا
- SVVG (VIG) فرودگاه خوآن پابلو پرس آلفونسو شهر البرتو ادریانی
- SVVL (VLV) فرودگاه دکتر آنتونیو نیکولاس بریسنیو Valera، تروهیو

## SY - گویان
همچنین رده و فهرست را ببینید.
- SYAN (NAI) Annai Airport Annai
- SYBR (BMJ) Baramita Airport Baramita
- SYBT (GFO) Bartica Airport بارتیکا
- SYCJ (GEO) فرودگاه بین‌المللی چدی جیگن جورج‌تاون
- SYGO (OGL)  Ogle Airport  Ogle
- SYIB (IMB) Imbaimadai Airport Imbaimadai
- SYKM (KAR) Kamarang Airport Kamarang
- SYKR (KRM) Karanambo Airport Karanambo
- SYKS (KRG) Karasabai Airport Karasabai
- SYKT (KTO) Kato Airport Kato
- SYLT (LTM) فرودگاه لزم Lethem
- SYMB (USI) Mabaruma Airport Mabaruma
- SYMD (MHA) Mahdia Airport Mahdia
- SYMM (MYM) Monkey Mountain Airport Monkey Mountain, Guyana
- SYNA (QSX) New Amsterdam Airport New Amsterdam
- SYOR (ORJ) Orinduik Airport Orinduik
- SYPR (PRR) Paruima Airport Paruima